# L'ultima violenza
Pour plus de détails, voir Fiche technique et Distribution.
L'ultima violenza est un melodramma strappalacrime italien réalisé par Raffaello Matarazzo et sorti en 1957.

## Synopsis
Dans une paisible ville de province, l'ingénieur Carani vit avec ses enfants Anna, Giorgio et la jeune Lisa. Giorgio, cependant, mène une vie dissipée et est toujours à la recherche d'argent, au point de provoquer le malaise de son père. Lorsque Giorgio découvre que Lisa n'est pas la fille de son père, il révèle à Anna qu'il veut provoquer un scandale pour s'approprier la part d'héritage de la jeune fille. Mais Anna, pour éviter le scandale et déplaire encore plus à son père, révèle à Giorgio qu'elle est elle-même la mère de Lisa, séduite par un inconnu lors d'un bombardement. Giorgio commence alors à faire chanter sa sœur, il veut obtenir son accord pour interdire à son père de s'approprier tout le domaine et s'adresse à un illustre psychiatre, le docteur Silvestri, pour qu'il atteste qu'elle est malade mentale ; mais Andrea, le médecin de la ville et le fiancé de Lisa, s'oppose résolument à ce diagnostic. Et c'est pour cette raison que Giorgio tente d'empêcher le mariage avec Lisa en révélant à Anna que le mystérieux séducteur est le père d'Andrea, et c'est alors Anna qui empêche le mariage. L'ingénieur Carani décide alors de confier la gestion du domaine à son propre fils Giorgio qui, satisfait, lui avoue qu'il a menti : le séducteur n'est pas le père d'Andrea. Le père le tue et ce n'est qu'à ce moment-là que Giorgio reprend ses esprits et avoue toute sa tromperie à Andrea, qui peut enfin épouser la jeune Lisa.

## Fiche technique
- Titre original italien : L'ultima violenza[1]
- Réalisation : Raffaello Matarazzo
- Scénario : Aldo De Benedetti, Raffaello Matarazzo, Liana Ferri, Giovanna Soria
- Photographie : Rodolfo Lombardi (it)
- Montage : Mario Serandrei
- Musique : Mario Nascimbene
- Décors : Piero Filippone
- Société de production : Produzioni Artistiche Riunite Film
- Pays de production :  Italie
- Langue originale : italien
- Format : Noir et blanc - 1,37:1 - Son mono - 35 mm
- Durée : 100 minutes
- Genre : melodramma strappalacrime
- Dates de sortie :
  - Italie : 1957 (visa délivré le 4 septembre 1957)

## Distribution
- Yvonne Sanson : Anna Carani
- Dario Michaelis : Andrea Morelli
- Lorella De Luca : Lisa Carani
- Riccardo Garrone : Giorgio Carani
- Aldo Silvani : Stefano Carani
- Olinto Cristina : Dr. Silvestri
- Alberto Lupo : Mauri
- Carlo D'Angelo : notaire Bartoli
- Enzo Garinei : cheminot
- Amina Pirani Maggi : servante de Giorgio
- Angela Lavagna

## Accueil public
Le film a été mal accueilli par le public, confirmant que le genre du melodramma strappalacrime était en voie d'extinction.